# Stanisław Gaertig
Stanisław Gaertig (ur. 2 marca 1928 w Odolanowie, zm. 22 sierpnia 2002 w Poznaniu) – polski robotnik i polityk, poseł na Sejm PRL VII i VIII kadencji.

## Życiorys
Syn Bolesława i Stanisławy. Uzyskał wykształcenie zasadnicze zawodowe w trzyletnim Kolejowym Gimnazjum Mechanicznym (1948). Był mistrzem produkcji w Zakładach Naprawczych Taboru Kolejowego w Ostrowie Wielkopolskim. W 1955 wstąpił do Polskiej Zjednoczonej Partii Robotniczej. Zasiadał w plenum Komitetów partii: kolejno Zakładowego, Miejskiego i Wojewódzkiego. W 1976 uzyskał mandat posła na Sejm PRL VII kadencji w okręgu Kalisz. Zasiadał w Komisji Komunikacji i Łączności oraz w Komisji Planu Gospodarczego, Budżetu i Finansów. W 1980 uzyskał reelekcję. Kandydował z ramienia tej samej partii i w tym samym okręgu. Zasiadał w Komisji Komunikacji i Łączności. Otrzymał Krzyż Kawalerski Orderu Odrodzenia Polski i Medal 30-lecia Polski Ludowej.